# Winwick with Hulme

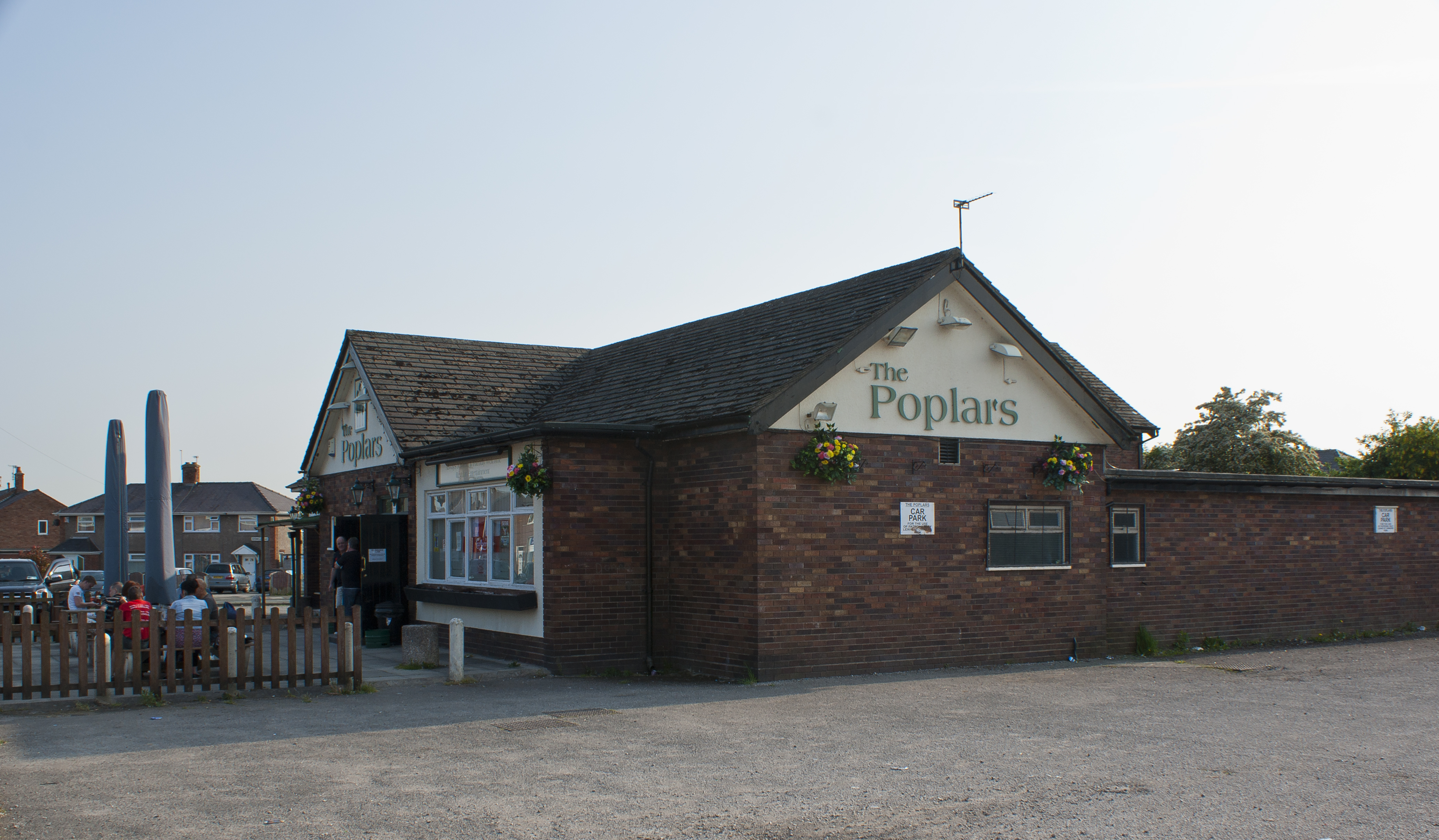
Hulme

Winwick with Hulme var en civil parish från 1866 till 1933 då den blev en del av Winwick, i grevskapet Lancashire (nu Cheshire), i England. Civil parish var belägen 4 km från Warrington och hade 4 659 invånare år 1931.